# Maškovce
Maškovce (ungarisch Maskóc) ist eine Gemeinde im Osten der Slowakei mit 58 Einwohnern (Stand: 31. Dezember 2024), die zum Okres Humenné, einem Kreis des Prešovský kraj, gehört. Sie ist Teil der traditionellen Landschaft Zemplín.

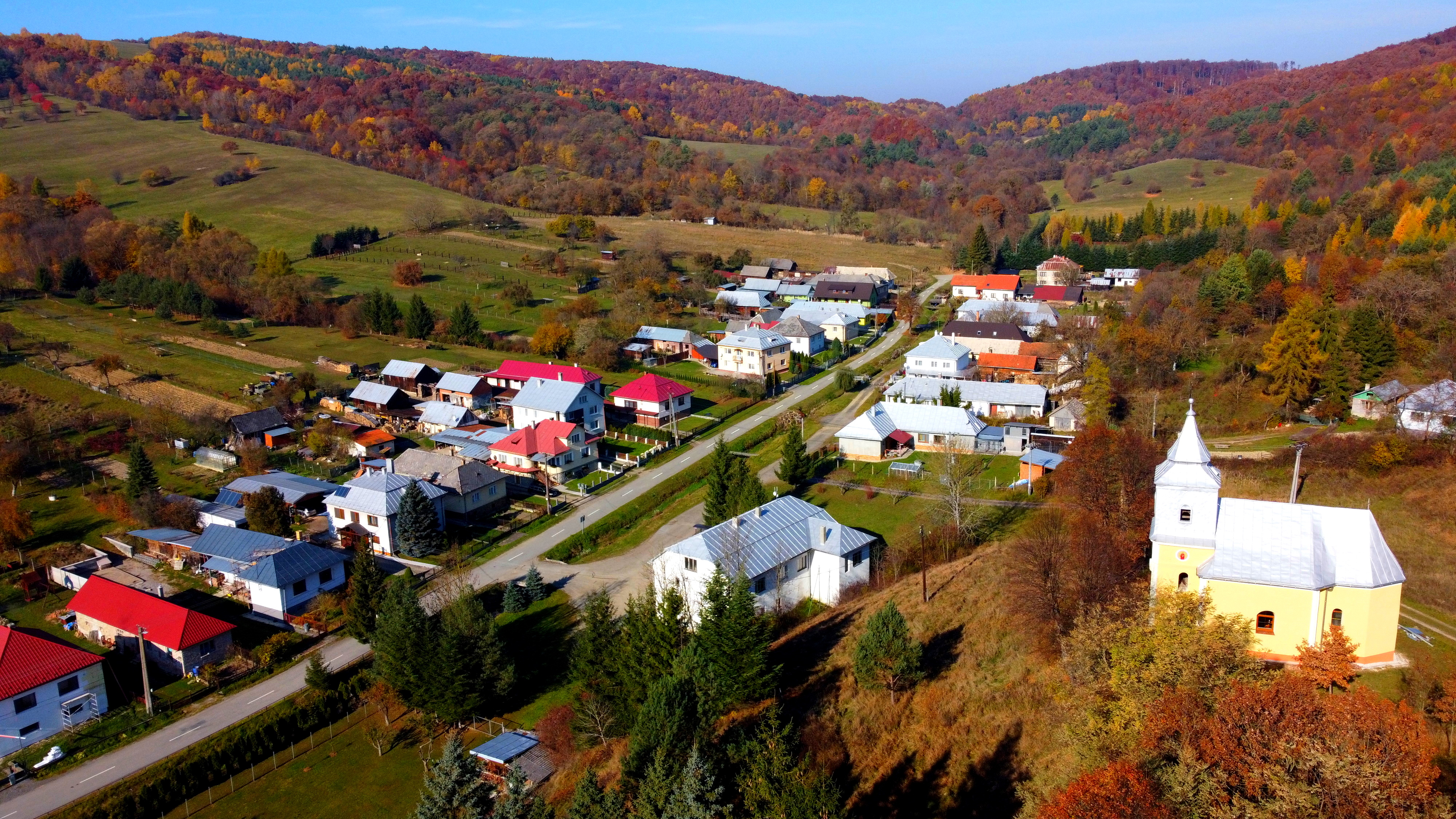
Blick zum Ort

## Geographie
Die Gemeinde befindet sich im Südteil der Niederen Beskiden im Bergland Laborecká vrchovina, am Bach Hrušovka im Einzugsgebiet der Udava und weiter des Laborec. Das Ortszentrum liegt auf einer Höhe von 253 m n.m. und ist 14 Kilometer von Humenné entfernt.
Nachbargemeinden sind Dedačov im Nordwesten und Norden, Jabloň und Adidovce im Nordosten, Vyšný Hrušov im Osten, Südosten und Süden, Veľopolie im Südwesten und Westen und über einen Berührungspunkt Hankovce im Nordwesten.

## Geschichte
Maškovce wurde zum ersten Mal 1543 (nach älteren Quellen erst 1574 als Makowecz) schriftlich erwähnt, weitere historische Bezeichnungen sind unter anderen Maskocz (1596) und Mašskowcze (1773). Das Dorf war Teil des Drugeth'schen Herrschaftsgebiets von Humenné. Im 18. Jahrhundert war es Besitz der Familie Csáky, gefolgt vom Geschlecht Andrássy im 19. Jahrhundert. 1556 wurde eine Porta verzeichnet, 1715 war das Dorf menschenleer und 1720 gab es neun Haushalte. 1787 hatte die Ortschaft 25 Häuser und 212 Einwohner, 1828 zählte man 30 Häuser und 237 Einwohner, die als Holzfäller tätig waren. Von 1890 bis 1910 wanderten viele Einwohner aus.
Bis 1918 gehörte der im Komitat Semplin liegende Ort zum Königreich Ungarn und kam danach zur Tschechoslowakei beziehungsweise heute Slowakei. Nach 1918 waren die Einwohner als Landwirte beschäftigt. Von 1964 bis 1990 war Maškovce Ortsteil der Gemeinde Vyšný Hrušov.

## Bevölkerung
| Jahr                | 1994 | 2004     | 2014    | 2024    |
| ------------------- | ---- | -------- | ------- | ------- |
| Anzahl der Personen | 53   | 60       | 56      | 58      |
| Unterschied         |      | +13,20 % | −6,66 % | +3,57 % |

| Jahr                | 2023 | 2024    |
| ------------------- | ---- | ------- |
| Anzahl der Personen | 56   | 58      |
| Unterschied         |      | +3,57 % |

Nach der Volkszählung 2011 wohnten in Maškovce 52 Einwohner, davon 39 Slowaken, 11 Russinen und zwei Ukrainer.
33 Einwohner bekannten sich zur griechisch-katholischen Kirche, 11 Einwohner zur orthodoxen Kirche und sieben Einwohner zur römisch-katholischen Kirche. Ein Einwohner war konfessionslos.

## Bauwerke und Denkmäler
- griechisch-katholische Peter-und-Paul-Kirche im barock-klassizistischen Stil aus dem Jahr 1768, 1882 saniert[6]

## Verkehr
Nach Maškovce führt nur die Cesta III. triedy 3842 („Straße 3. Ordnung“) von Vyšný Hrušov heraus. Der nächste Bahnanschluss ist in Udavské an der Bahnstrecke Michaľany–Łupków.